# Vue panoramique à altitude constante

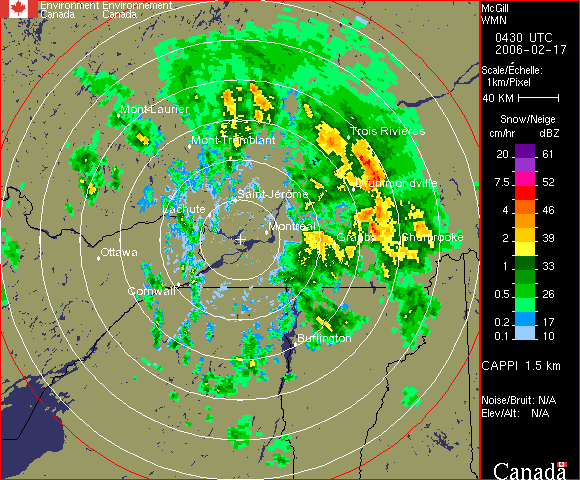
Cappi de réflectivité à 1,5 km d'altitude par le radar de Montréal (source : Environnement Canada)

La vue panoramique à altitude constante (plus connu par son nom et sigle en anglais constant altitude plan position indicator, CAPPI) est un affichage qui donne une vue en coupe des données radar à une altitude constante. Il a été développé par les canadiens à l'université McGill par le Stormy Weather Group pour les besoins de la météorologie radar pour pallier certains défauts du PPI, une vue à une altitude variant avec la distance et qui est fortement affectée par l'écho de sol près du radar. On voit à droite un exemple de données de réflectivité affichées sur un CAPPI. Ce dernier montre les échos de pluie à une hauteur de 1,5 km au-dessus du sol.

## Histoire
En 1954, l'université McGill de Montréal (Canada) obtint un nouveau radar (CPS-9) qui permettait une meilleure résolution des données et pouvait être programmé pour balayer un grand nombre d'angles par le système FASE (Fast Azimuth Slow Elevation),. En 1957, les professeurs Langleben et Gaherty ont développé un schème de balayage avec le FASE qui permettait de varier l'angle d'élévation et de ne garder que les données à une hauteur donnée. En effet, si on regarde la figure de gauche, chaque angle ou PPI obtient des données à une hauteur X à une certaine distance du radar et celle-ci varie selon l'angle de visée. En utilisant les données à la bonne distance pour un angle d'élévation, on obtient des données selon un anneau autour du radar. En assemblant tous ces anneaux, on obtient un CAPPI.
À cette époque, les données étaient collectées par un système photosensible photographiant le tube cathodique sur lequel le balayage radar était projeté. Les premiers CAPPIs ont donc été un assemblage de photographies d'anneaux provenant des différents angles d'élévation sondés par le radar. Dès 1958, East développa un système pour assembler ces anneaux en temps réel plutôt qu’a posteriori. À partir du milieu des années 1970, le développement de l'informatique permit d'emmagasiner les données de sondage de tous les PPIs dans une mémoire et de développer un programme de traitement pour extraire les données CAPPI.
Aujourd'hui, les radars météorologiques collectent en temps réel des données sur un grand nombre d'angles. Plusieurs pays dont le Canada, la Grande-Bretagne et l'Australie, sondent sur un nombre suffisant d'angles d'élévation pour avoir une continuité verticale (compte tenu de la largeur du faisceau) et utilisent le CAPPI. D'autres pays recueillant moins d'angles, comme la France ou les États-Unis, préfèrent encore le PPI ou un composé des réflectivités maximales au-dessus d'un point.

## Description

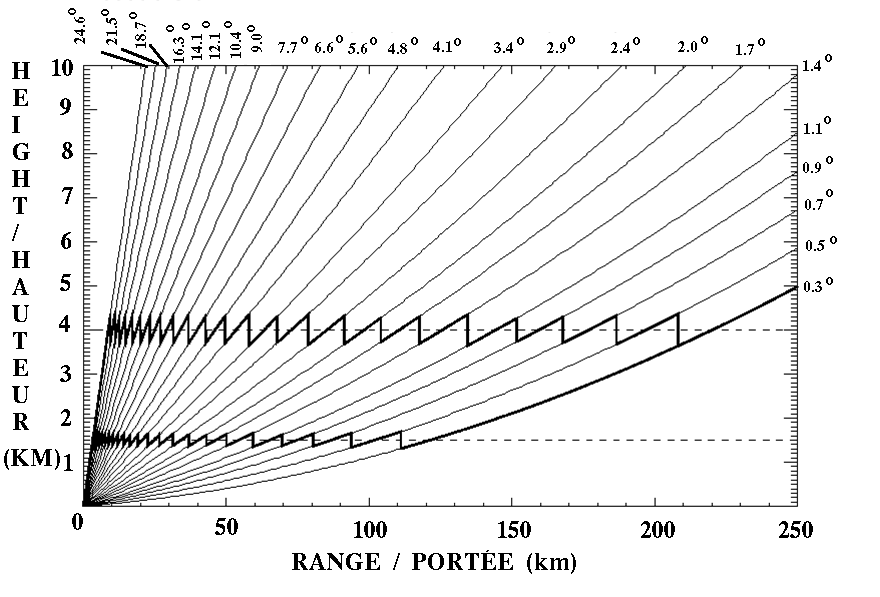
Angles typiquement sondées par un radar météorologique canadien

Lorsqu'un radar sonde sur plusieurs angles d'élévation autour du site, on obtient un volume de données en trois dimensions. Le CAPPI est une coupe horizontale de ces données qui se retrouvent le plus près de la hauteur voulue, soit les lignes grasses en zigzag dans la figure de gauche.
La hauteur des données n'est donc pas exactement à la hauteur choisies mais couvre une certaine épaisseur. Afin d'avoir le CAPPI le plus représentatif, il faut donc avoir un grand nombre d'angles sondés ce qui donne une meilleure résolution dans la verticale. Ceci est évident sur la portion du CAPPI près du radar où le zigzag a peu d'amplitude. Il existe différents algorithmes mathématiques pour minimiser cet effet sur le CAPPI en utilisant une moyenne pondérée, selon la distance, des valeurs que l'on retrouve sur l'angle sous la hauteur désirée et celui au-dessus. On peut faire cette moyenne autant selon la verticale que l'horizontale en chaque point de l'écran.
Il est à remarquer également, avec la figure des angles, qu'à 1,5 km nous n'avons plus d'angles à cette hauteur à partir de 120 km du radar. Donc la partie du CAPPI qui est au-delà de 120 km contient en réalité les données du PPI de l'angle le plus bas sondé. Plus le CAPPI est à une grande hauteur, moins cette portion sera grande.

## Usage
Le CAPPI est utilisé pour afficher des réflexions radar de cibles multiples et étendues horizontalement et verticalement. Il est surtout utilisé en météorologie pour l'affichage des précipitations à une altitude donnée mais il peut être également utilisé pour suivre certains autres phénomènes comme la fumée de feux de forêt, les oiseaux et les insectes en migration, etc.
Pour qu'un CAPPI donne des images relativement lisses de point en point, il faut des données sur un assez grand nombre d'angles afin d'éviter les trous dans la couverture verticale. De plus, il est important que le champ de données soit sans changements brusques selon la hauteur. C'est pourquoi ce sont surtout les données de réflectivité qui sont affichées sur des CAPPIs.
Les données de vitesses Doppler sont en général plus bruyantes car la direction des vents peut changer soudainement en quelques centaines de mètres d'altitude ce qui peut causer des images CAPPI en bandes si la coupe est faite autour de la hauteur de ce changement. Seule l'Université McGill (Montréal, Canada) produit régulièrement des CAPPIs Doppler. Cependant, certains chercheurs l'utilisent, entre autres pour l'analyse de la circulation autour des cyclones tropicaux et pour le développement de produits NEXRAD.
Finalement, les données de double polarisation sont nouvelles et peuvent être également bruyantes. Aucun exemple de CAPPI de ces données n'est connu mais au moins une société en électronique radar nommée SIGMET a un logiciel qui permet de le faire.